# Stiller (Max Frisch)

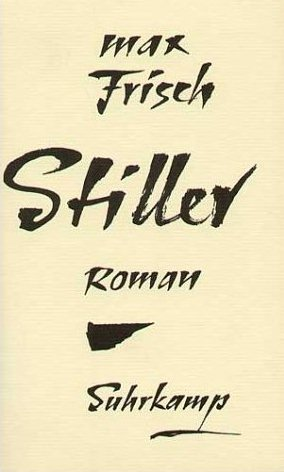
Eerste druk van Stiller (1954)

Stiller is een in 1954 verschenen roman van de Zwitserse auteur Max Frisch. De roman, waarmee Frisch doorbrak, is geschreven in de vorm van een dagboek en behandelt identiteitsproblematiek die ook in andere romans van Frisch een sleutelfunctie inneemt.
Het verhaal heeft een intentionele structuur. Het gaat enerzijds over het leven van Stiller, anderzijds over het leven van White. In het begin draait het verhaal om deze twee verschillende personages, later komen we erachter dat het hier om eenzelfde persoon draait.
Stiller vocht mee in de Spaanse Burgeroorlog die duurde van 1936-1939. Bij zijn eerste ontmoetingen met zijn vrouw Julika laat hij weten dat hij nog een straf moet uitzitten, die hij gekregen heeft naar aanleiding van een voorval in die oorlog. Hieruit kunnen we afleiden dat het verhaal zich na 1940 moet hebben afgespeeld en vermoedelijk voor 1954, het jaar waarin de schrijver het boek uitbracht. De vertelde tijd is groter dan de verteltijd en dus gaat het hier om een epische tijdsverhouding. Men werkt constant met flash-backs dus kunnen we stellen dat het hier om een vrij trage vertelling gaat.
Het hoofdintrige speelt zich af in Zürich: hier zit Stiller/White in de gevangenis waar hij de zijn verhaal neerpent, en ook hier leert hij de mensen uit zijn leven opnieuw kennen. Ook wanneer hij samen met Julika de gevangenis verlaat bevinden zij in Zürich. Bij zijn vertellingen blijven we echter niet in Zürich. Deze verhalen spelen zich onder andere af in Genua, Mexico, de VS en Frankrijk. Vaak krijgen we gedetailleerde beschrijvingen van deze plaatsen en van de verhalen die er zich afspeelden.
Qua vertelperspectief bestaat deze roman uit meerdere delen. In het eerste deel hebben we te maken met een ik-roman met de klemtoon op het vertellende ik: White vertelt zijn verhaal over hoe hij opgepakt werd en nu zit te schrijven. Later gaan we over op een belevend ik: White weet niet wat hem te gebeuren staat en wat iedereen over hem denkt. We beleven alles vanuit het standpunt van het personage. Later wisselen deze twee perspectieven elkaar af: soms vertelt White over Stiller, later gaat het weer over het leven in de gevangenis.
In het tweede deel van het boek wisselt het perspectief opnieuw. Hier is het Rolf, de officier van justitie, die naderhand vertelt over hoe het nu allemaal is afgelopen met Stiller. Het gaat nu om een vertellend ik.
Het hoofdthema van de roman is de zoektocht naar een eigen identiteit. Het is echter niet het enige boek waar Frisch deze problematiek aankaart. In twee andere boeken werd dit thema reeds behandeld.
De oneindige herhalingen binnen het leven vormen een tweede thema van dit boek en ook relatie– en liefdesproblemen worden in dit boek naar voren geschoven. Beide zijn thema’s waar de hedendaagse maatschappij regelmatig mee geconfronteerd wordt.

## Samenvatting
Het boek begint met de zin "Ik ben Stiller niet!", wat beschouwd kan worden als de rode draad door het hele verhaal.
James Larkin White uit New Mexico wordt op doorreis in Zwitserland opgepakt in het station van Zürich. Hij werd herkend als de verdwenen beeldhouwer Anatol Ludwig Stiller, die verdacht wordt van spionage voor de Russen. Hij blijft echter bij hoog en laag beweren dat hij niet de verdwenen Stiller is en wordt gevangengenomen. In de gevangenis verzoekt men hem zijn levensverhaal op te schrijven om zo te kunnen bewijzen dat hij wel degelijk de verdwenen beeldhouwer is. In zeven schriftjes schrijft White zijn verhaal: een dagboek over zijn leven en dat van Stiller.

### Eerste schrift
In het eerste schriftje maakt men vooral kennis met de verscheidene personages die White gedurende zijn hele verblijf in de gevangenis zullen omringen. De cipier Knobel, aan wie White steeds zijn verhalen vertelt over de boeiende wereld, is de enige man die gelooft dat White niet de verdwenen beeldhouwer is. Zowel zijn verdediger als de officier van justitie zijn er heilig van overtuigd dat White liegt. We maken ook kennis met de vrouw van Stiller, Julika Stiller – Tschudy; een balletdanseres die tegenwoordig in Parijs woont. Ook zij herkent haar verdwenen man in White. Na enkele bezoeken in de gevangenis, betaalt Julika een borgsom opdat ze White ook buiten de gevangenis kan leren kennen. White voelt zich erg aangetrokken tot Julika, net als de man die hij beweerd wordt te zijn.

### Tweede schrift
Het tweede schriftje van White gaat over alles wat hij weet over de relatie tussen Stiller en Julika: ze leerden elkaar kennen door Julika’s ballet. Zij had als veelbelovend talent weinig tijd en moed om zich met mannen bezig te houden. De enige die haar genoeg kon boeien was Anatol Stiller, destijds een beginnend kunstenaar. Na slechts een jaar trouwden de twee. In het begin was het op liefdesvlak rozengeur en maneschijn, maar omdat Julika steeds te moe was om zich te interesseren voor haar man zijn kunst, ging het al snel minder goed. Toen Julika’s tuberculose steeds erger werd, moest zij gescheiden van haar man naar een sanatorium in Davos. Daar ontmoette ze een veteraan, die haar steeds weer deed opfleuren door zijn weetjes. Ook Stiller zat helaas niet stil. Hij begint een romance met Sybille, die later de echtgenote van zijn officier van justitie blijkt te zijn, en laat Julika achter in het sanatorium.

### Derde schrift
Pas in de derde schrift wordt duidelijk dat White toch niet is wie hij zegt te zijn. Na een verhaal over zijn leven als cowboy geeft hij toe aan zijn cipier Knobel dat hij toch niet James Larkin White heet. Ook wordt via een droom die hij aan Julika vertelt duidelijk dat hij toch Stiller zou kunnen zijn.

### Vierde schrift
Het volgende schriftje dat Stiller/White schrijft vertelt het verhaal van zijn officier van justitie: Rolf. Rolf was te weten gekomen dat zijn vrouw, Sybille, een verhouding had met een andere man. Om zijn problemen te ontvluchten, trekt Rolf naar Genua. Na een heleboel problemen daar trekt Rolf toch maar terug naar zijn vaderland en concentreert zich volledig op die bouw van zijn nieuwe huis. Ondertussen fladdert Sybille tussen Rolf en haar minnaar, Stiller. Rolf wil haar al haar vrijheid geven, wat Sybille moeilijk kan verdragen, maar ook een vast huwelijk ziet zij niet meer zitten. Samen met haar zoontje Hannes gaat ze van hier naar daar. Uiteindelijk komt ze in de Verenigde Staten terecht, waar ze een slecht betaald baantje heeft. Ze wordt na lange tijd zelfs gewend aan de Amerikaanse mentaliteit, maar denkt toch steeds weer terug aan haar Zwitserland. Wanneer Rolf haar op een namiddag belt voor een afspraakje in New York, stemt Sybille toe en lijkt het toch nog goed te komen tussen de twee.

### Zesde schrift
Het voorlaatste schriftje dat geschreven wordt, beschrijft nogmaals het verhaal van Rolf en Sybille, maar dan vanuit het standpunt van Sybille en Stiller bekeken. Blijkbaar was haar romance toch niet wat ze ervan verwachtte…

### Zevende schrift
Het laatste schrift is een confrontatie met het vorige leven van Stiller. Samen met Wilfried, de broer van Stiller, bezoekt White/Stiller het graf van zijn overleden moeder. Ze lijken al jarenlang broers te zijn. Ook komt zijn groeiende vriendschap met Rolf, wie eigenlijk Stillers rivaal zou geweest zijn, in dit hoofdstuk aan bod. Terwijl ze samen het atelier van de beeldhouwer bezoeken, raadt de officier van justitie White aan, zijn ware identiteit te tonen. White weigert. Julika kan de nieuwe identiteit van haar man moeilijk aanvaarden.

### Nawoord van de officier van justitie
Nadat het oordeel is uitgesproken komt White uiteindelijk vrij als Anatol Ludwig Stiller. Samen met zijn vrouw gaat hij aan het meer van Genève wonen. Hij houdt zich bezig met pottenbakken, zijn vrouw geeft les. Julika’s gezondheidstoestand gaat er echter op achteruit. Ze vertelt dit eerst aan Rolf, dan pas aan Stiller. Na een operatie sterft Julika. De roman wordt afgesloten met de zin: "Stiller bleef in Glion en leefde alleen".